# 김해수남고등학교
김해수남고등학교(金海水南高等學校)는 대한민국 경상남도 김해시 율하동에 있는 공립 고등학교이다.

## 학교 연혁
- 2017년 2월 15일 : 김해수남고등학교 교사(校舍) 준공
- 2017년 3월 1일 : 김해수남고등학교 10학급 개교
- 2017년 3월 1일 : 초대 정우영 교장 취임
- 2017년 3월 2일 : 제1회 입학식(10학급 340명)
- 2017년 5월 11일 : 김해수남고 개교기념식
- 2017년 10월 31일 : 자율학교 지정(2018.3.1~2021.2.28.까지)
- 2018년 3월 1일 : 교육부요청 진로교육 연구학교 운영(2018.3.1~2020.2.28)
- 2019년 3월 4일 : 고교학점제 선도학교 운영(2019.3.1 ~2022.2.28)
- 2020년 2월 4일 : 제1회 졸업식(326명)
- 2020년 3월 2일 : 제2대 김미원 교장 부임
- 2020년 6월 8일 : 고교학점제 대비 공간혁신사업 지원 대상 학교 선정
- 2020년 11월 16일 : 자율학교 재지정(2021.3.1.~2024.2.28.)
- 2021년 6월 18일 : 공학중심 융합 교과특성화학교 재지정(2022.3.1.-2025.2.28.)
- 2021년 8월 27일 : 고교학점제 선도학교 재지정(2022.3.1.~2025.2.28.)
- 2023년 1월 3일 : 제4회 졸업식(329명, 누적 1,288명)
- 2023년 3월 1일 : 인공지능(AI)교육 선도학교 지정(2023.3.1.-2024.2.29.)
- 2023년 3월 2일 : 제7회 입학식(13학급 369명)

## 참고 자료
- 김해수남고등학교 - 한국교육학술정보원 학교알리미